# Tōru Araiba
Tōru Araiba (jap. 新井場 徹 Araiba Tōru; ur. 12 lipca 1979) – japoński piłkarz występujący na pozycji obrońcy.

## Kariera klubowa
Od 1997 do 2014 roku występował w klubach Gamba Osaka, Kashima Antlers i Cerezo Osaka.